# Pacific (Lokomotive)

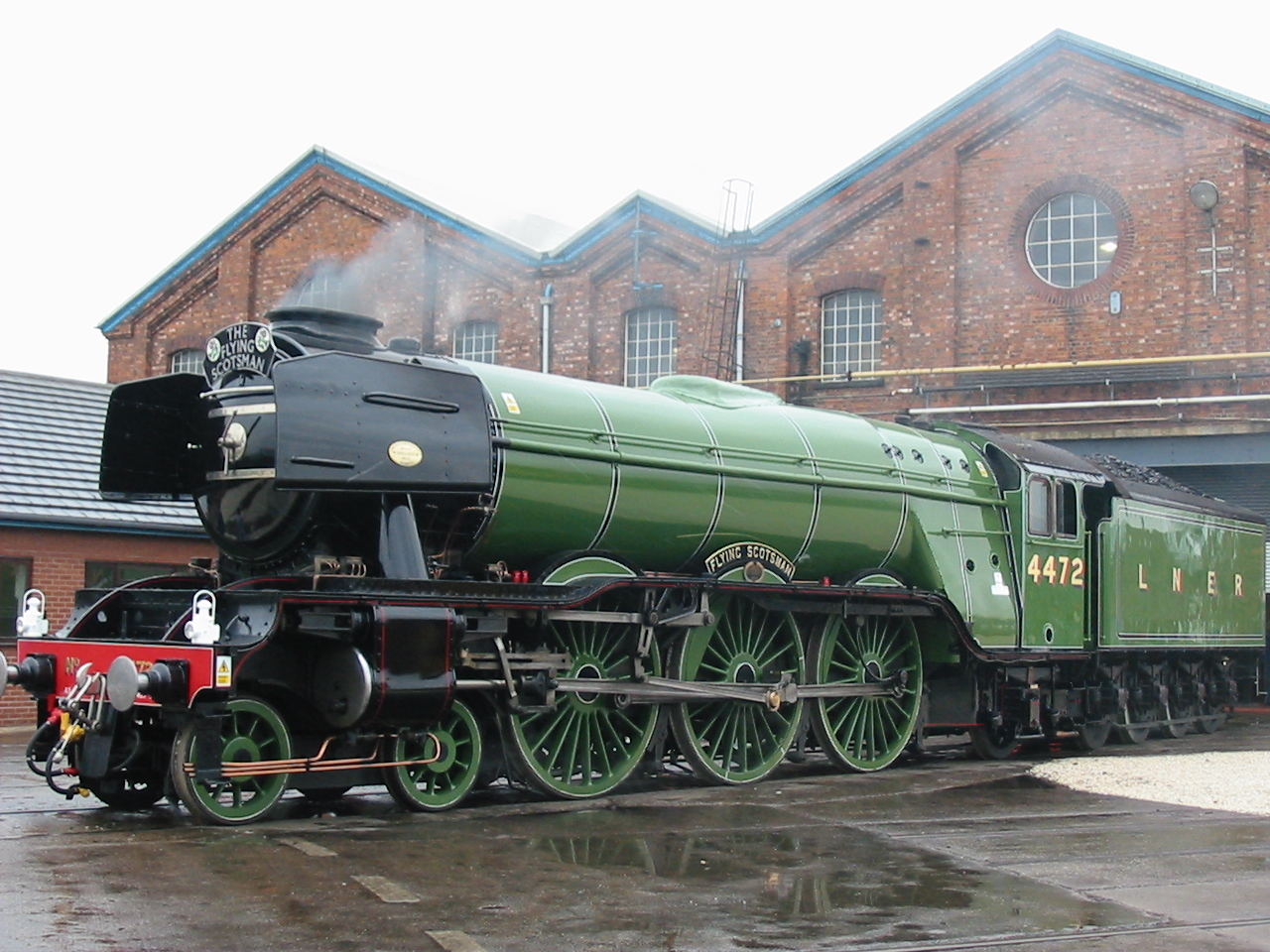
Der Flying Scotsman der London and North Eastern Railway

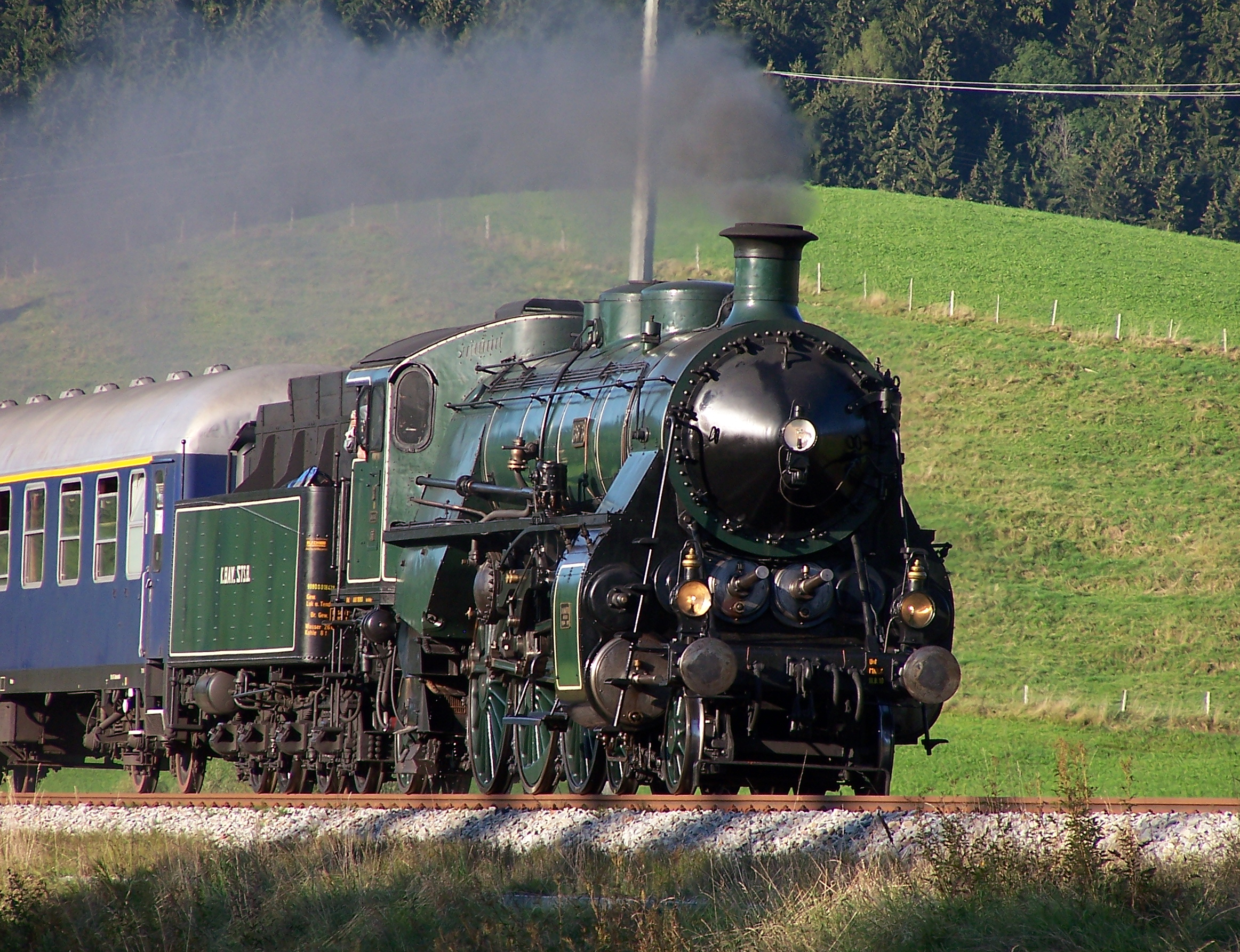
Bayerische S 3/6

Pacific, deutsch auch Pazifik, ist die auch in Europa gebräuchliche alte amerikanische Bauartbezeichnung für Schnellzug-Dampflokomotiven der Achsfolge 2'C1' (Whyte-Notation 4-6-2, französische Notation 231), also mit einem vorauslaufenden zweiachsigen Drehgestell, drei Kuppelachsen und einer seitenbeweglichen Nachlaufachse.
Pacific-Lokomotiven gehörten vom Anfang des 20. Jahrhunderts bis zum Ende der Dampflokzeit zu den schnellsten, stärksten und modernsten Dampflokomotiven. Sie beförderten die großen Expresszüge, vor allem in England, Frankreich und Deutschland, zum Beispiel den Flying Scotsman, den Train Bleu, den Orient-Express oder den Rheingold. Mit ihren großen Rädern und ihrer eleganten Erscheinung üben sie bis heute einen besonderen Reiz auf Reisende und Beobachter aus, vergleichbar mit den heutigen Hochgeschwindigkeitszügen. Der französisch-schweizerische Komponist Arthur Honegger setzte diesen Lokomotiven mit seiner Tondichtung Pacific 231 – deren Titel also zwei Bezeichnungen für diese Bauart verknüpft – ein musikalisches Denkmal.
Die schnellste betriebsfähige Dampflokomotive der Welt ist die 1961 erbaute Pacific 18 201 der früheren Deutschen Reichsbahn, die 1972 bei einer Testfahrt 182,5 km/h erreichte.

## Namen
Nach damaliger amerikanischer Sitte erhielt der neue Loktyp einen Namen, der sein Einsatzgebiet kennzeichnete. Da die erste größere Serie von 2'C1'-Loks 1902 von der Missouri Pacific Railroad in Dienst gestellt worden war und auf den langen, flachen Strecken durch die Great Plains in Richtung Pazifik lief, bürgerte sich der Name Pacific ein.
Andere Quellen geben an, dass der Name von den Neuseeländischen Baureihe Q stammen würde. Diese 1901 von Baldwin gebauten Lokomotiven gelten als erste Neubaulokomotiven der Pacific-Bauart – zuvor wurden nur bestehende 2'C-Lokomotiven mit einer Nachlaufachse versehen, um entweder die Feuerbüchse zu vergrößern oder die Laufeigenschaften zu verbessern. Weil der Entwurf von einem neuseeländischen Ingenieur stammte, sei ihm zu Ehren die Bezeichnung Pacific gewählt worden.

## Konstruktiver Aufbau

Schemadarstellung der Achsfolge 2'C1'

Die Achsfolge 2'C1' stellt bei den in Europa gegebenen Beschränkungen (Kurvenradien, Steigungen und Länge der vorhandenen Drehscheiben) das Optimum in Bezug auf hohe Leistungen für schwere Züge bei hohen Geschwindigkeiten dar:
- Die drei Treibachsen werden benötigt, um eine ausreichend hohe Zugkraft zu erreichen. Gleichzeitig verhindern die für die hohen Geschwindigkeiten notwendigen großen Treibraddurchmesser die Anordnung einer vierten Kuppelachse.
- Das führende Drehgestell sorgt für einen sicheren und ruhigen Lauf bei hohen Geschwindigkeiten und ist notwendig, um das Gewicht des Kessels mit zu tragen.
- Die Nachlaufachse trägt ebenfalls einen Teil der Gesamtmasse des Fahrzeugs und ermöglicht durch die Anordnung der dritten Treibachse vor dem Stehkessel, den festen Achsstand gering zu halten (im Gegensatz dazu war man bei der Achsfolge 2'C, etwa bei der preußischen S 10, gezwungen, die letzte Kuppelachse hinter dem Stehkessel anzuordnen, um den Überhang nicht zu groß werden zu lassen). Die Laufachse wurde in der Regel als Bissel-Achse ausgebildet.

Die Pacifics waren häufig technisch besonders aufwändig konstruiert. Dem Stand der Technik entsprechend waren fast alle Pacifics Heißdampfmaschinen, viele hatten Barrenrahmen und Drei- oder Vierzylinder-Triebwerke, bis in die 1920er Jahre auch mit Verbundwirkung. Die vollständige Bauartbezeichnung lautet zum Beispiel bei einer Vierzylinder-Verbundlok 2'C1' h4v (h für Heißdampf, 4 für die Zylinderzahl und v für die Verbundwirkung).

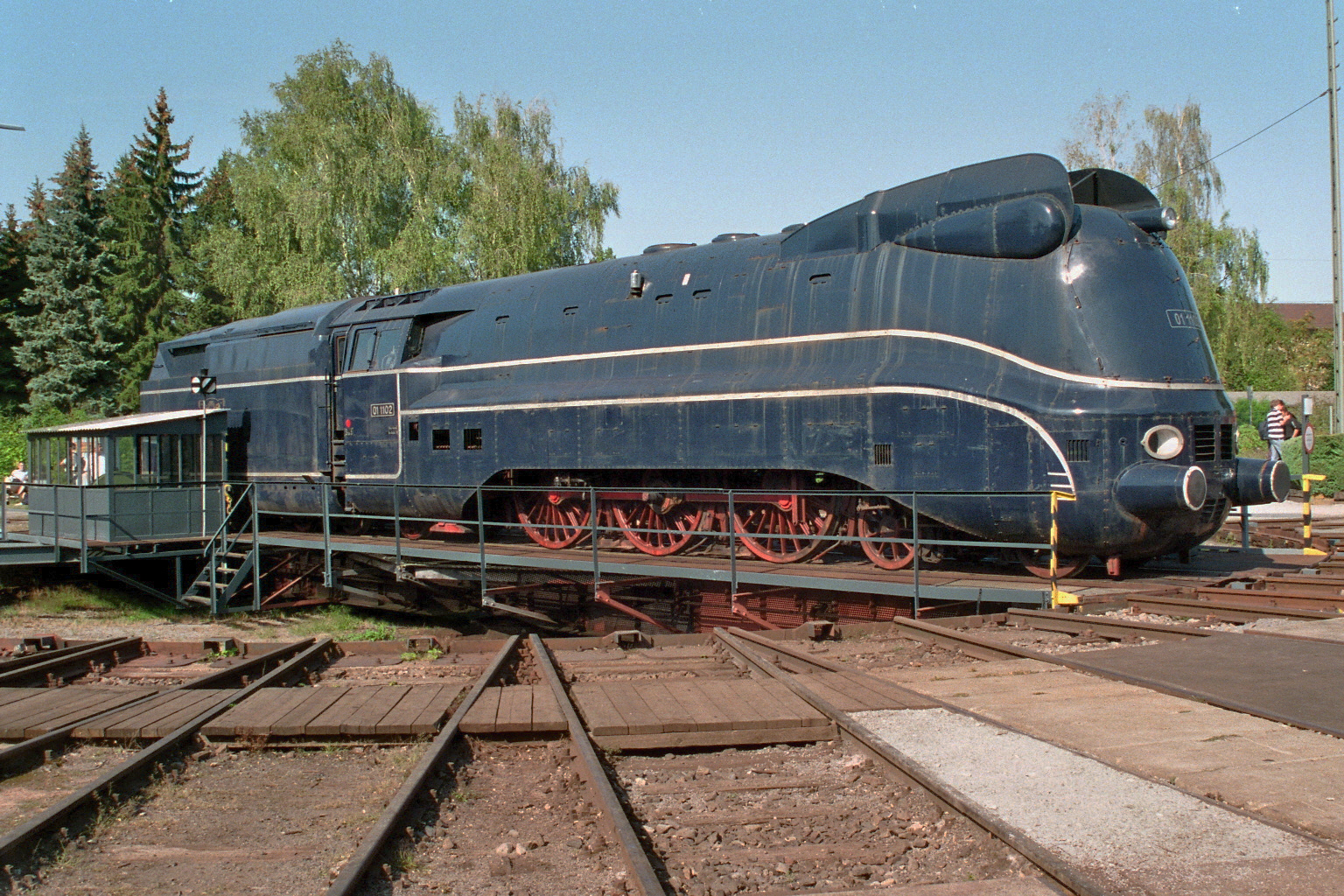
01 1102 mit Stromlinienverkleidung

Auch die Gestaltung trug der besonderen Bedeutung der Pacifics als „Paradepferde“ im Fahrzeugpark Rechnung. Die LNER-Klasse A3, die badische IV h oder die bayerische S 3/6 werden von vielen Eisenbahnfans zu den formschönsten Dampflokomotiven der Eisenbahngeschichte gezählt. Ab den 1930er Jahren wurden einige Baureihen von Pacific-Loks mit Stromlinienverkleidungen versehen, die ihnen ein besonders schnittiges Aussehen verleihen.

## Typische technische Daten
- Höchstgeschwindigkeit 100 bis 160 km/h
Bei Versuchsfahrten wurde deutlich mehr erreicht. So beträgt der von der englischen Pacific Mallard aufgestellte, bis heute gültige Weltrekord für Dampflokomotiven 201,2 km/h. Die schnellste deutsche Pacific ist die 18 201 mit 182,5 km/h (die 05 002 mit 200,4 km/h ist keine Pacific, sondern hat die Achsfolge 2'C2').
- Treibrad-Durchmesser 1800 mm bis 2300 mm
- Gesamtlänge von Lok und Tender etwa 21 bis 26 m
- Lok-Dienstmasse 85 bis 119 t
- Leistung etwa 1700 bis 2500 PSi

## Pacifics in der Kunst

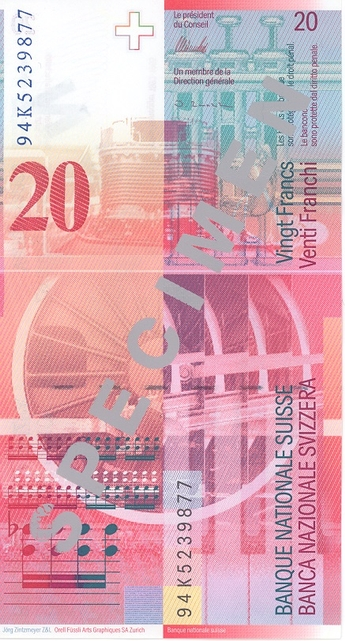
Schweizer 20-Franken-Schein von 1996

Der besondere Reiz der Pacifics als „High Tech“ ihrer Zeit inspirierte auch Künstler, sich mit ihnen zu beschäftigen.

### Musik
In seinem 1924 uraufgeführten symphonischen Satz (Mouvement symphonique) Pacific 231 beschreibt Arthur Honegger die Fahrt mit einer Pacific-Lokomotive mit musikalischen Mitteln.

### Film
Im Kino waren die Pacifics wegen ihrer Kraft und Dynamik ein beliebter Gegenstand.
- Die dramatische Handlung des englischen Stummfilms The Flying Scotsman von 1929 spielt auf der Fahrt mit dem Expresszug Flying Scotsman, bespannt mit der gleichnamigen Lokomotive 4472.[6]
- In dem deutschen Tonfilm Die Zwei vom Südexpress von 1932 ist die bayerische S 3/6 18 518 die Zuglok des Süd-Express.[7]
- Das Stahltier wurde 1934 von Willy Zielke als Auftragsproduktion für das 100-jährige Eisenbahnjubiläum 1935 gedreht, aber erst 1954 erstmals öffentlich gezeigt. Eine Fahrt mit der S 3/6 18 507 nimmt breiten Raum ein, bei der der Ingenieur Claaßen die Bauteile der Lokomotive mit den Körperteilen eines Tieres vergleicht.[8]
- Mit La Bete humaine (Bestie Mensch) verfilmte Jean Renoir 1938 den Roman von Émile Zola. Der Film handelt im Eisenbahnermilieu im Bahnhof Le Havre. Der Lokführer Lantier (Jean Gabin) tut auf einer Pacific seinen Dienst auf der Strecke nach Paris. Die Aufnahmen bei voller Fahrt vom Führerstand und dem Triebwerk der Lok unterstreichen die Dramatik der Handlung.[9]
- Jean Mitrys Kurzfilm Pacific 231 von 1949 setzt Honeggers Tondichtung filmisch um.[10]

### Bildende Kunst
Pacifics erscheinen auf zahlreichen Werbeplakaten der Bahn- und Tourismusbranche. Berühmt sind die Plakate von A. M. Cassandre („Nord Express“, „L.M.S. Best Way“ und andere).
Die Schweizer 20-Franken-Banknote von 1996 stellt, passend zur Vorderseite mit dem Porträt Artur Honeggers, auf der Rückseite das Treibrad einer Pacific mit Noten aus Pacific 231 dar.

### Modellbahn

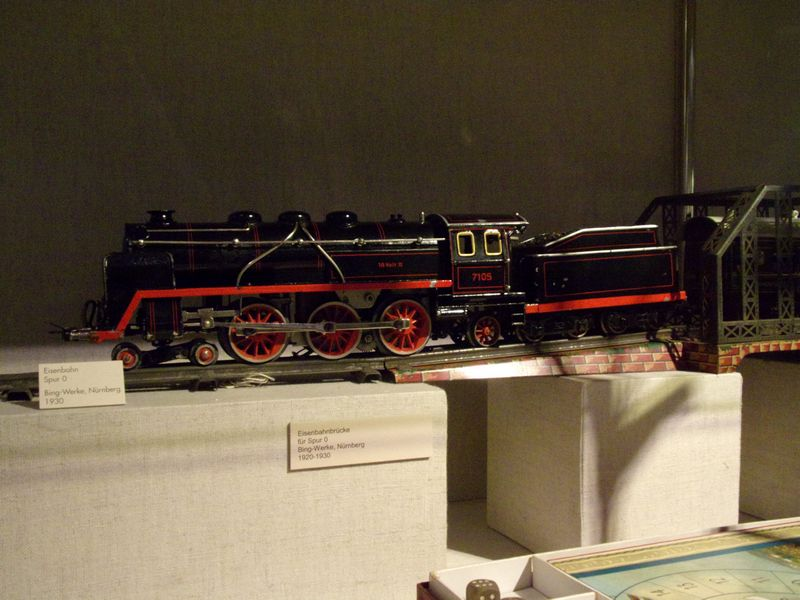
Modell einer Pacific in Spur 0 von Bing, Nürnberg, 1930

Eine Pacific-Dampflok vor einem Schnellzug beeindruckt auch auf einer Modellbahn-Anlage. Deshalb hatten und haben fast alle Modellbahn-Hersteller mindestens eine Pacific im Programm. Da die modernen Loktypen hohe Verkaufszahlen versprachen, bemühten sich die Firmen, sie schon bald nach ihrem Erscheinen auch als Modell auf den Markt zu bringen. Heutige Pacific-Modelle erinnern an den längst vergangenen Höhepunkt der Dampflokzeit. Sie bestechen häufig durch ihre exakte Wiedergabe des Originals, bis hin zur Wiedergabe der Geräusche.

## Pacific-Lokomotiven in Europa

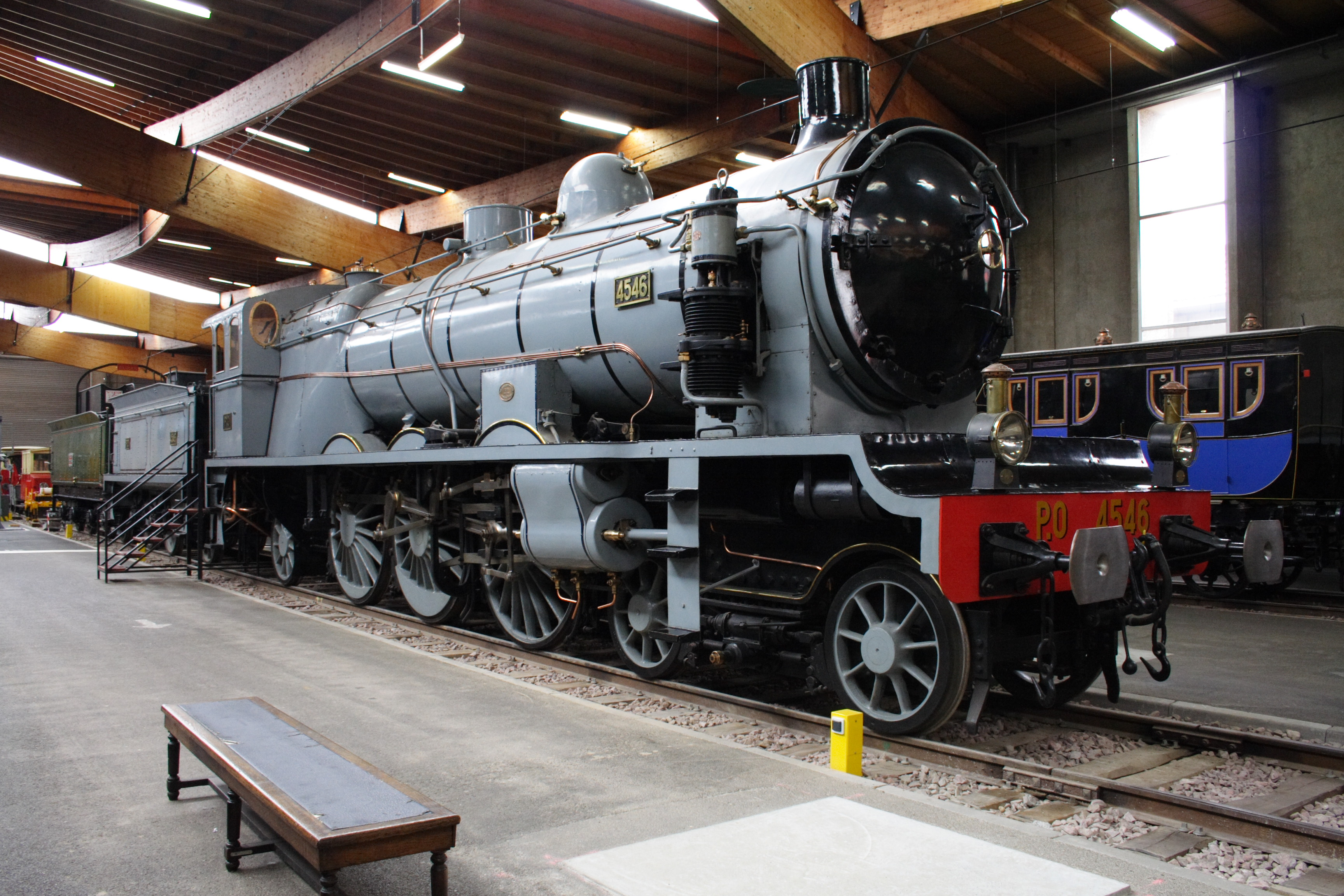
Die Reihe PO 4500 war die erste europäische Pacific-Baureihe (Lokomotive PO 4546 im Eisenbahnmuseum Mülhausen)

In Europa wurden die ersten Pacific-Lokomotiven 1907 von der französischen Bahngesellschaft Chemin de fer de Paris à Orléans (P.O.) beschafft, die 1911 bereits 150 Lokomotiven aus zwei verschiedenen Serien besaß. Nur wenige Monate nach der Auslieferung der Vorserienlokomotiven der Reihe PO 4500 wurden die Badischen IVf ausgeliefert, die damit die zweite europäische und erste deutsche Pacific-Baureihe wurde. Sie unterschieden sich von den PO-Lokomotiven durch die geänderte Triebwerksanordnung. Während bei den PO-Lokomotiven die Hoch- und Niederdruckzylinder nach der Bauart de Glehn auf verschiedenen Treibachsen arbeiteten, waren die badischen Lokomotiven nach der Bauart von Borris ausgeführt, bei der alle Zylinder auf die gleiche Treibachse arbeiteten. 
Im Jahre 1908 folgten die beiden Vorserienlokomotiven der Chemins de fer de l’Ouest mit den Nummern 2901 und 2902. Ihr Bau begann bereits 1904, sodass sie die ersten Pacific-Lokomotiven Europas hätten sein können. Aufgrund von Finanzproblemen der Ouest verzögerte sich die Fertigstellung jedoch. Diese Lokomotiven wiesen Mängel an der Steuerung auf und wurden nicht in Serie gebaut, beeinflussten jedoch maßgeblich den Entwurf der späteren Maschinen der Chemins de fer de l’État mit den Nummern 231-011 bis 231-060.
An der Weltausstellung Brüssel 1910 waren bereits die Hälfte der ausgestellten Dreikuppler-Schnellzuglokomotiven Pacifics. Sie lösten auf den Hauptstrecken die 2’C-Lokomotiven ab und waren in der Lage, auf 10 ‰ Steigung 400-t-Züge mit 60 km/h zu fahren. Voraussetzung war allerdings, dass die Strecken für Radsatzlasten von 16 bis 18 t ausgelegt waren. Ab etwa 1920 war die Achsfolge als Standard für die meisten neuen Schnellzuglokomotiven etabliert.
Pacific-Lokomotiven wurden in Europa bevorzugt im Schnellzugverkehr auf Flachlandstrecken eingesetzt, kamen aber auch auf Strecken im Hügelland und in Mittelgebirgen zum Einsatz. Auf letzteren erreichten sie vor schweren Schnellzügen allerdings oft ihre Einsatzgrenzen. Auf solchen Strecken kamen daher oft vierfach gekuppelte Mikado- oder Mountain-Lokomotiven (1'D1' bzw. 2'D1') zum Einsatz.

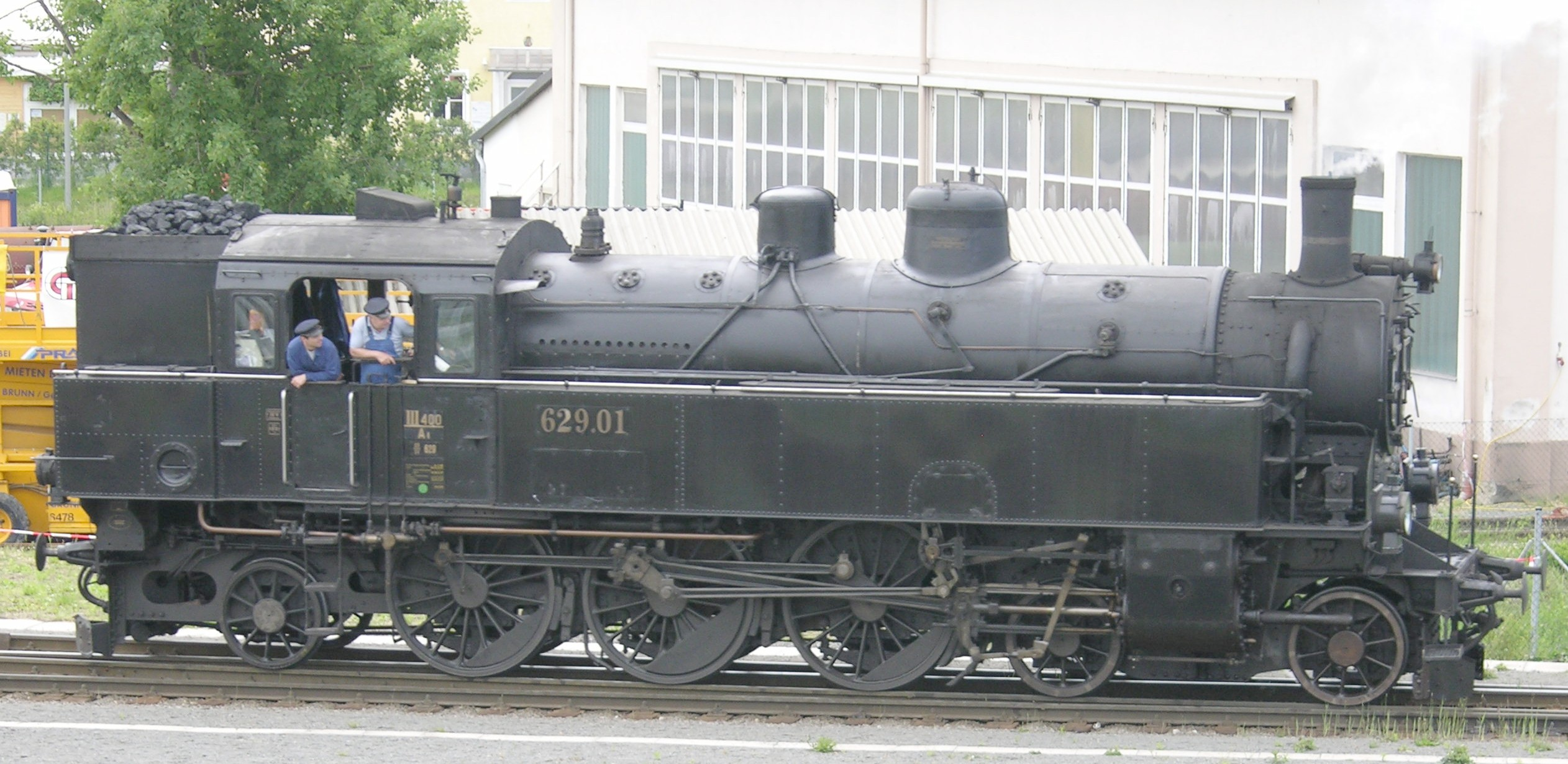
Die Baureihe 629 der Südbahn-Gesellschaft waren die ersten Pacific-Tenderlokomotiven

In den Jahren vor dem Zweiten Weltkrieg setzten fast alle großen europäischen Staats- und Privatbahnen Pacific-Lokomotiven im Schnellzugverkehr ein. Nur die Niederlande, Österreich (mit Ausnahme der 2’C1’-Tenderlokomotive der Südbahn-Reihe 629) und die Schweiz beschafften keine Pacific-Lokomotiven. Die Schweizerischen Bundesbahnen setzten nach dem Ende des Ersten Weltkriegs, als viele europäische Bahnen Pacific-Loks für ihre Schnellzüge beschafften, bereits auf Elektrolokomotiven und elektrifizierten ihre Hauptstrecken. Auf den österreichischen Gebirgsstrecken wurden für schwere Schnellzüge mehr als drei Kuppelachsen benötigt, so bei der BBÖ-Baureihe 214 mit der Achsfolge 1’D2’. Die österreichische Baureihe 310 ähnelt den Pacifics, hat aber die umgekehrte Achsfolge 1’C2’ (eine Vorlaufachse und ein hinteres Drehgestell). Diese war für den vergleichsweise leichten Oberbau der meisten österreichischen Strecken besser geeignet, da die Last der Feuerbüchse auf zwei Achsen verteilt werden konnte.

### Deutschland
In Deutschland mussten mit der starken Zunahme des Bahnverkehrs in der Zeit vor dem Ersten Weltkrieg die bisherigen Schnellzugloks mit zwei Kuppelachsen durch stärkere Loks mit drei Kuppelachsen ersetzt werden. Während die preußische Staatsbahn die Achsfolge 2’C bevorzugte, wählten die süddeutschen Bahnen und später die Reichsbahn und die Bundesbahn die Achsfolge 2’C1’.
Im Lauf der Zeit wurden in Deutschland die folgenden Baureihen entwickelt, die mit Ausnahme der Badischen IV f durchwegs bis nach dem Zweiten Weltkrieg im Einsatz waren:
Länderbahnen:
- Sächsische XVIII H (Baujahre ab 1917, bei der Deutschen Reichsbahn ab 1925 als Baureihe 18.0 eingeordnet)
- Württembergische C (Baujahre ab 1909, ab 1925 Baureihe 18.1)
- Badische IV f (Baujahre ab 1907, ab 1925 Baureihe 18.2)
- Badische IV h (Baujahre ab 1918, ab 1925 Baureihe 18.3)
- Bayerische S 3/6 (mehrere Serien, Baujahre ab 1908, 1912 bzw. 1923, ab 1925 Baureihe 18.4-5)
- Elsaß-Lothringische S 12 (Baujahre ab 1908, ab 1919 bei Réseau ferroviaire d’Alsace-Lorraine)

Deutsche Reichsbahn bis 1945:
- 01 (Baujahre ab 1925),

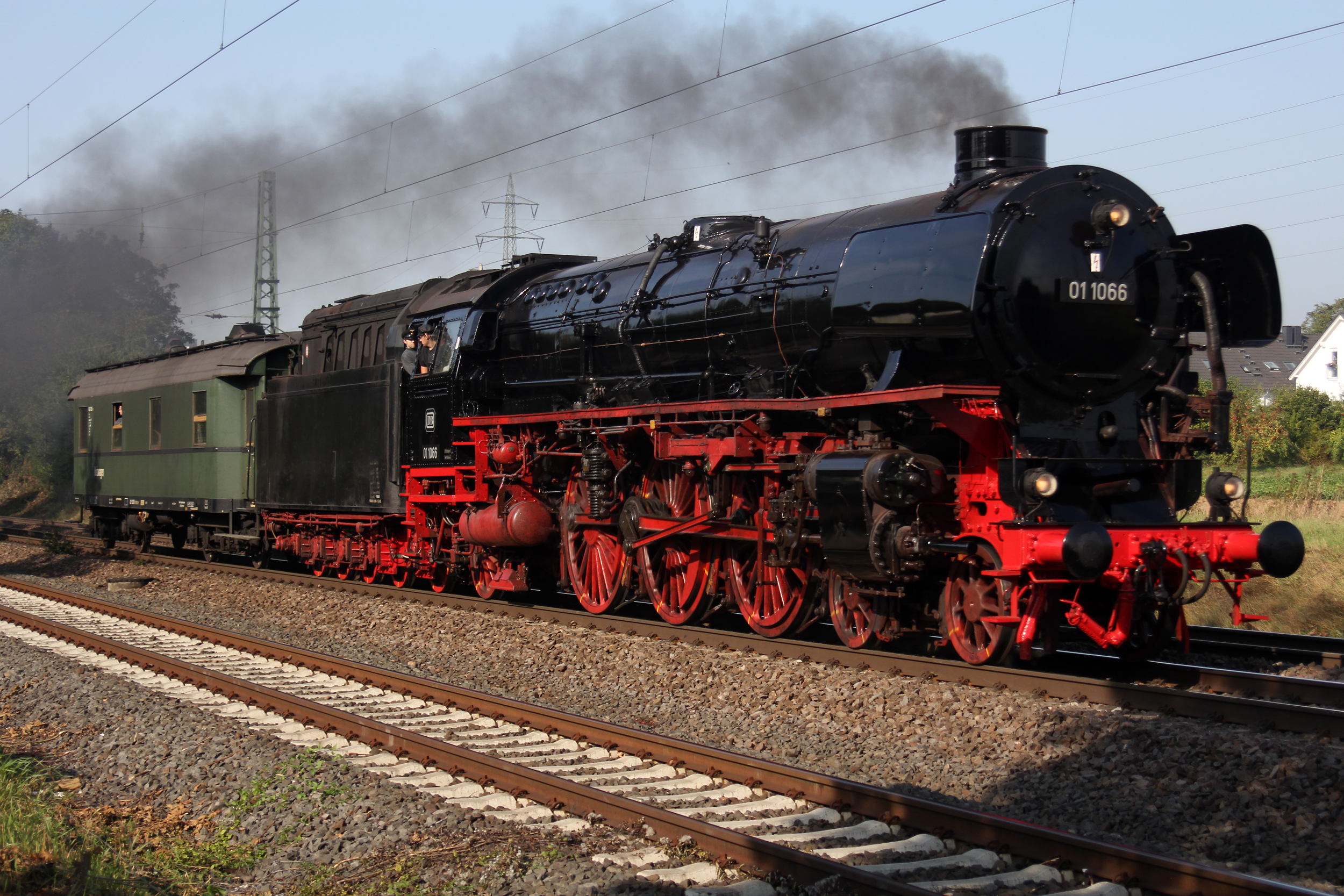
01 1066 der DR-Baureihe 01.10 (Umbauversion der Deutschen Bundesbahn)

- 02 (ab 1925, später in 01 umgebaut),
- 03 (ab 1930),
- 04 (ab 1932),
- 01.10 (ab 1937),
- 03.10 (ab 1939)

Deutsche Reichsbahn in der DDR:
- 01.5 (ab 1961 aus 01 umgebaut),
- 03.10 Reko (1956 bis 1958 aus 03.10 umgebaut),
- 18 201 (1961 aus 61 002 umgebaut),
- 18 314 (1960 umgebaut)

Deutsche Bundesbahn:
- modernisierte 01.10 (ab 1953 umgebaut, ab 1968 als Baureihe 011/012 bezeichnet),
- modernisierte 03.10 (ab 1956 umgebaut),
- 10 (Neubau 1957),
- 18.6 (ab 1953 modernisierte S3/6)

weitere:
- Martens’sche Einheitsliliputlok

### Tschechoslowakei
Skoda in Pilsen baute in den Jahren 1926 bis 1937 für die Tschechoslowakische Staatsbahn 43 Pacific-Loks der ČSD-Baureihe 387.0. Im Volksmund haben sie den Namen Mikado, der international eigentlich die Achsfolge 1'D1' bezeichnet. Dazu kam der Prototyp ČSD 386.001 sowie sechs von Skoda für Litauen gebaute Loks, die nach dem Krieg als ČSD-Baureihe 399.0 in die Tschechoslowakei kamen.

### Frankreich

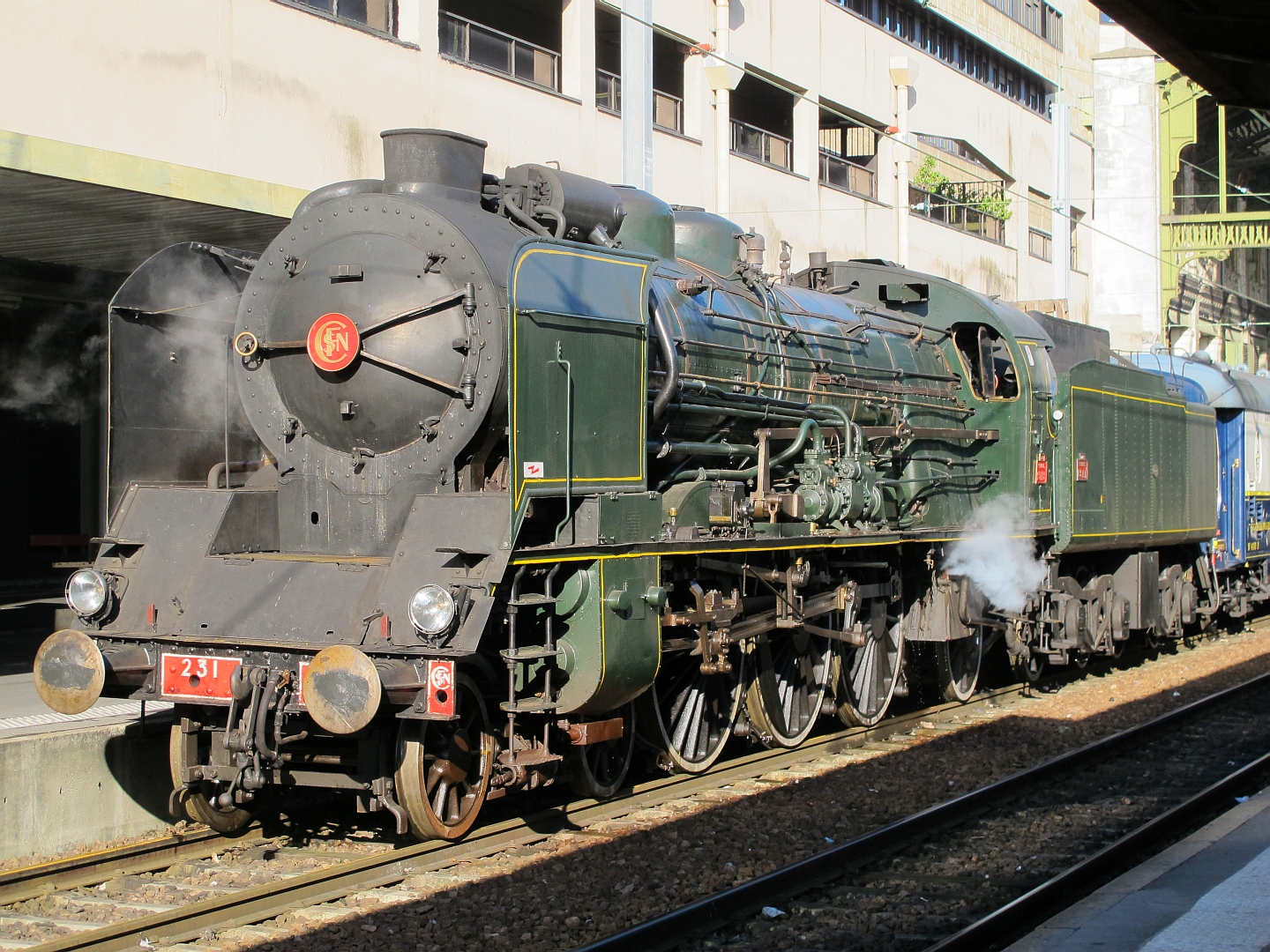
Französische Pacific 231 K 8

In Frankreich gab es Pacific-Typen der verschiedenen Privatbahnen und der 1937 gegründeten SNCF. Im Nummernschema der SNCF erscheint die Achsfolge 231 in der Baureihenbezeichnung, siehe Liste der Lokomotiven und Triebwagen der SNCF. Das Einsatzgebiet waren die langen Flachlandstrecken von Paris in die großen Provinzstädte. Insgesamt waren in Frankreich 1364 Pacific-Lokomotiven im Einsatz, die größte Stückzahl aller europäischen Staaten. Alleine von der PLM Pacific der größten französischen Privatbahn Compagnie des chemins de fer de Paris à Lyon et à la Méditerranée (PLM) wurden insgesamt 462 Stück beschafft. Unter den in Frankreich eingesetzten Pacifics befanden sich auch einige ehemals deutsche, nach dem Waffenstillstand von Compiègne nach Frankreich abgelieferte Lokomotiven.

### Großbritannien

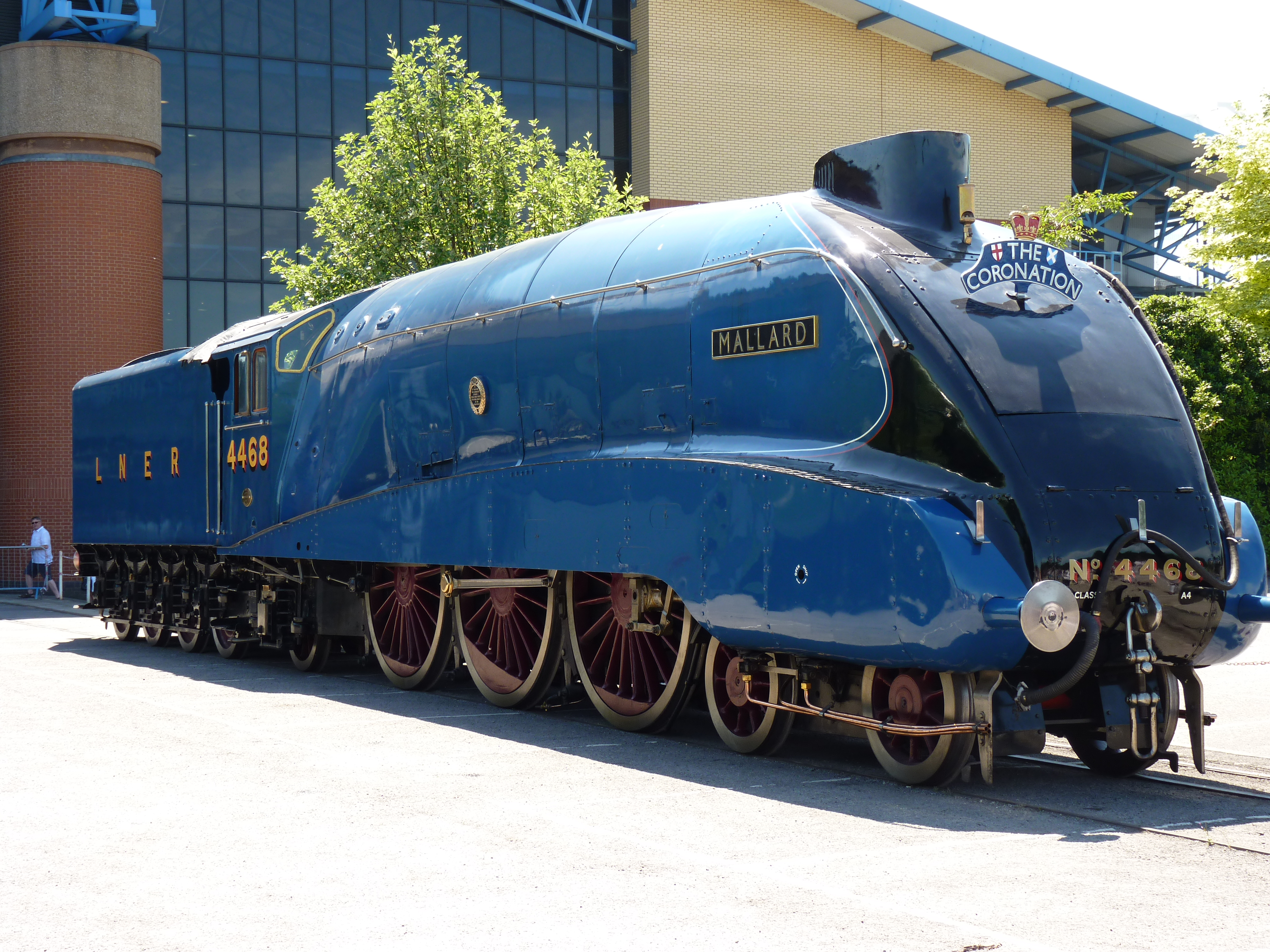
Die Weltrekord-Pacific Mallard der LNER-Klasse A4 im National Railway Museum in York

Die erste Pacific-Lokomotive in Großbritannien war kein Erfolg: Die Nr. 111 Great Bear der Great Western Railway war zu groß und zu schwer, und ihre Aufgaben konnten auch von den kleineren 2’C-Lokomotiven der Star-Klasse erfüllt werden. Es sollten 14 Jahre vergehen, bis die nächsten Pacific-Lokomotiven gebaut wurden, die sich als die idealen Lokomotiven für schwere Schnellzüge auf den langen, von London ausgehenden Hauptstrecken bewährten. Die privaten Bahngesellschaften standen in einem harten Wettbewerb um die Fahrgäste. Besonders in Richtung Norden wetteiferte die London and North Eastern Railway (LNER) mit der London, Midland and Scottish Railway (LMS) um die kürzeste Fahrzeit von London nach Edinburgh. Die LNER befuhr diese Strecke mit dem Flying Scotsman ohne Zwischenhalt in 8 Stunden. Es entstanden die berühmten Pacifics der LNER-Klassen A1 bzw. A3, darunter die Flying Scotsman, und A4, mit der Weltrekordlok Mallard. Auch die LMS und die Southern Railway entwickelten eigene, erfolgreiche Pacific-Typen, so etwa die LMS Princess Royal Class und die SR Merchant Navy Class. Lediglich die Great Western Railway verzichtete, abgesehen von der Great Bear, auf Pacific-Loks und beschränkte sich, ähnlich wie die Preußischen Staatsbahnen, auf 2’C-Lokomotiven für ihre Expresszüge. In den fünfziger Jahren stellte British Rail noch 66 Neubaulokomotiven, darunter zuletzt die lediglich in einem Exemplar beschaffte Klasse 8P, in Dienst.
Die britischen Eisenbahngesellschaften beschafften folgende Pacific-Baureihen:
Great Western Railway
- GWR 111 (The Great Bear), Baujahr 1908, 1 Stück (1924 abgebrochen und Teile für eine 2’C-Lokomotive der Castle-Klasse verwendet)[19]

Great Northern Railway
- GNR-Klasse A1, Baujahre 1922 bis 1924, 52 Stück (nach Gründung der LNER von dieser weiterbeschafft, 51 Stück zwischen 1927 und 1947 in LNER-Klasse A3 umgebaut,[20] 1 Stück 1945 in LNER-Klasse A1/1 umgebaut[21])

London and North Eastern Railway
- LNER-Klasse A2, Baujahre 1922 bis 1924, 5 Stück (ursprünglich von der North Eastern Railway beschafft, aber erst bei der LNER ab 1923 in Betrieb genommen)[22]
- LNER-Klasse A3, Baujahre 1928 bis 1935, 27 Stück (zudem 51 umgebaute ehemalige A1)[20]
- LNER-Klasse A4, Baujahre 1935 bis 1938, 35 Stück[23]
- LNER-Klasse A2/2, Baujahre 1943 bis 1944, 6 Stück, Umbau der LNER-Klasse P2[24]
- LNER-Klasse A2/1, Baujahre 1944 bis 1945, 4 Stück[25]
- LNER-Klasse A1/1, Baujahr 1945, 1 Stück, Umbau aus dem Prototyp der GNR-Klasse A1.
- LNER-Klasse A2/3, Baujahre 1946 bis 1947, 15 Stück[26]
- LNER-Klasse A1 (Peppercorn), Baujahre 1948 bis 1949 und 2008, 50 Stück (2008 ließ der A1 Steam Locomotive Trust mit der Lokomotive 60163 Tornado eine Maschine nachbauen)[27]
- LNER-Klasse A2 (Peppercorn), Baujahre 1947 bis 1948, 15 Stück[28]

London, Midland and Scottish Railway
- LMS-Klasse 7P „Princess Royal“, Baujahre 1933 bis 1935, 13 Stück (einschließlich einer Dampfturbinenlokomotive, die 1952 an die Serienausführung angeglichen wurde)[29]
- LMS-Klasse 7P „Coronation“, Baujahre 1937 bis 1948, 38 Stück[30]

Southern Railway
- SR-Klasse Merchant Navy, Baujahre 1941 bis 1949, 30 Stück[31]
- SR-Klasse West Country und Battle of Britain, Baujahre 1945 bis 1951, 110 Stück[32]

British Railways
- BR-Standardklasse 6 (Clan), Baujahre 1951 bis 1952, 10 Stück[33]
- BR-Standardklasse 7 (Britannia), Baujahre 1951 bis 1954, 55 Stück[33]
- BR-Standardklasse 8P, Baujahr 1954, 1 Stück[33]

### Weitere Länder

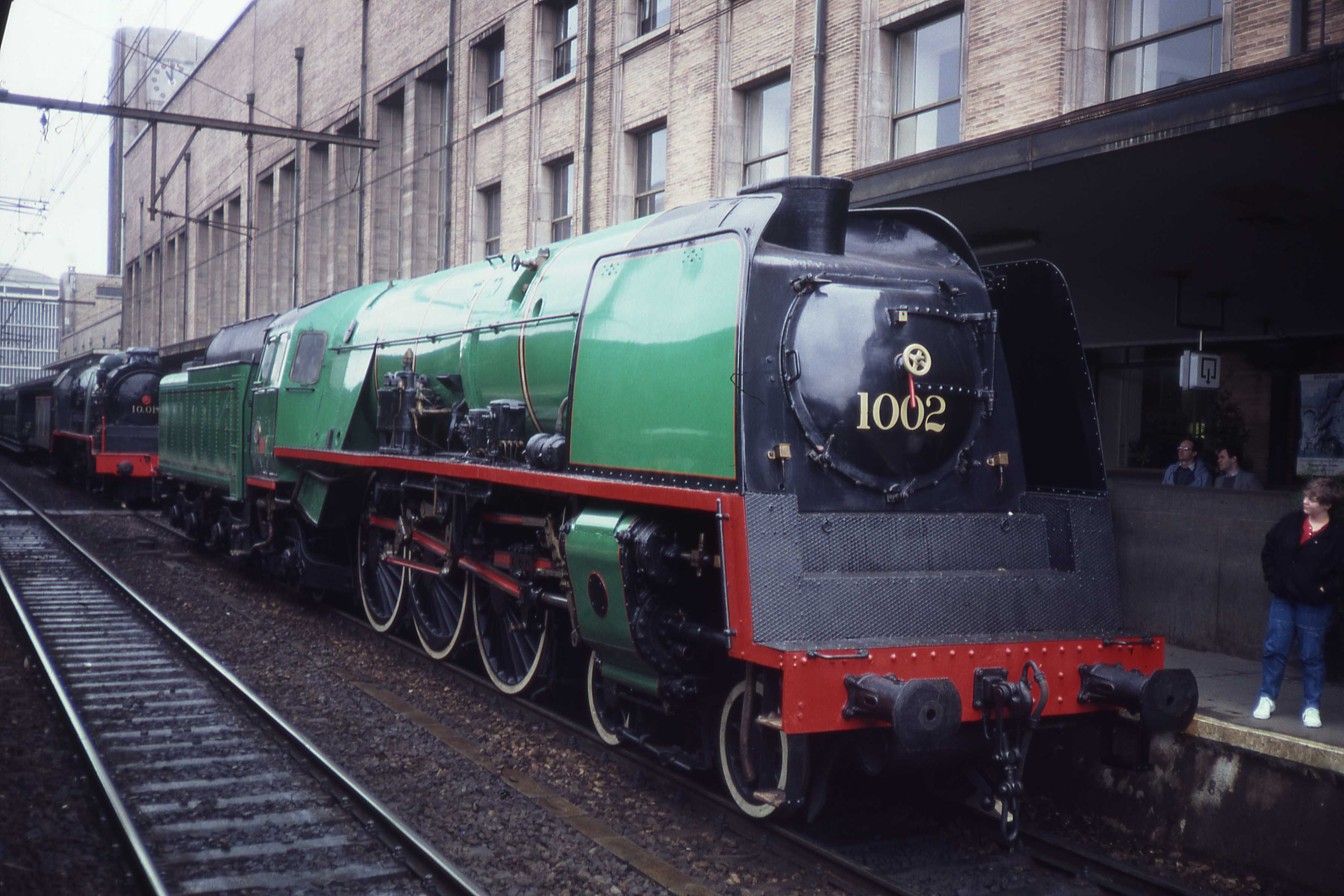
Das letzte erhaltene Exemplar der belgischen Reihe 1 1985 in Brüssel

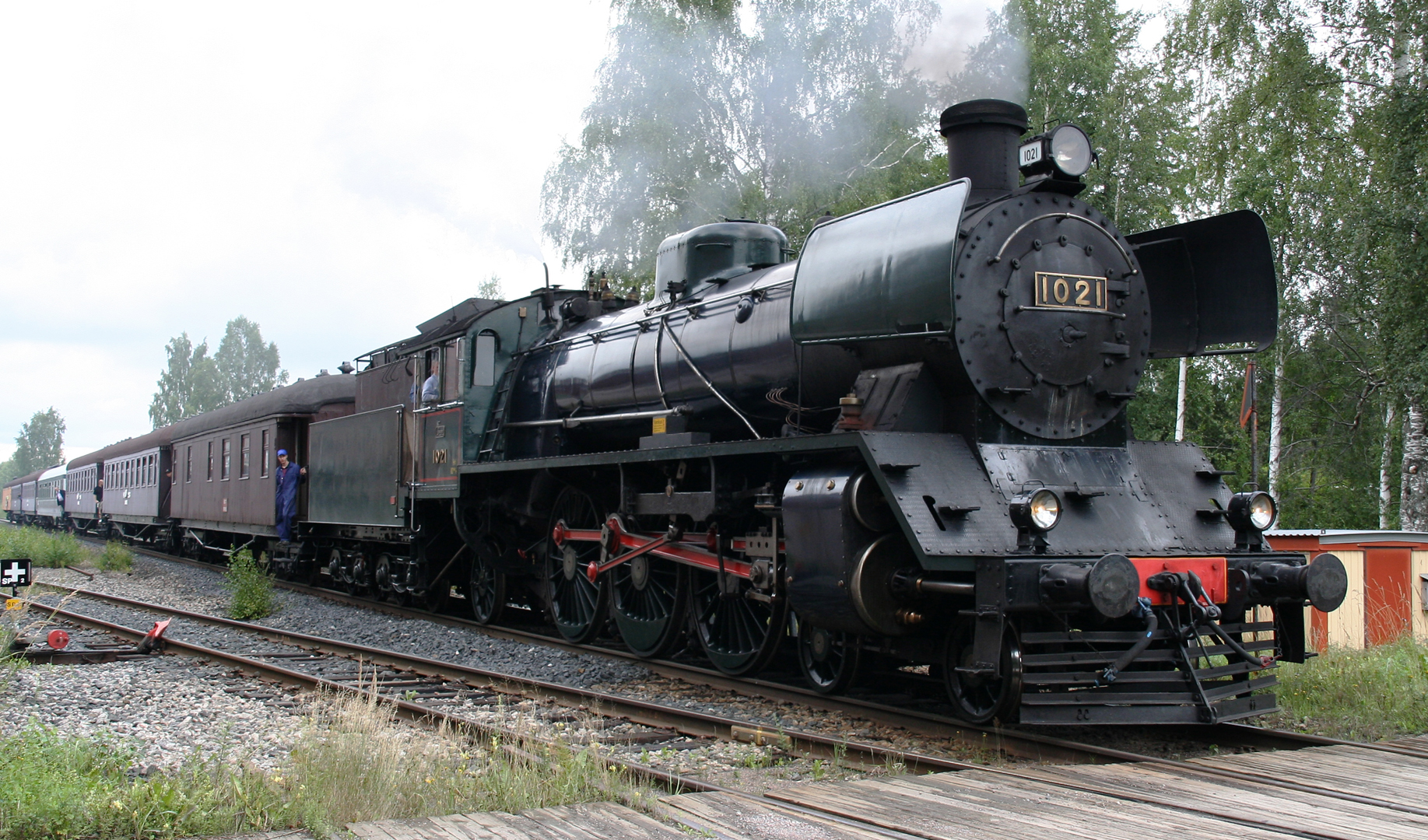
Eine finnische Pacific der Baureihe Hr1 2005 auf Sonderfahrt

Weitere Pacific-Baureihen gab es in:
Belgien
- NMBS/SNCB-Reihe 10, Baujahre 1911 bis 1914, 58 Stück
- NMBS/SNCB-Reihe 1, Baujahre 1935 bis 1938, 35 Stück

Bulgarien
- BDŽ-Baureihe 05, Baujahr 1941, 5 Stück, Hersteller Krupp

Finnland
- VR-Baureihe Hr1, Baujahr 1937 bis 1957, 22 Stück

Italien
- Reihe 690/691, Baujahr 1911

Jugoslawien
- JDŽ 05, Baujahr 1930, 40 Stück, Hersteller Schwartzkopff

Litauen
- LG-Baureihe Gp, Baujahr 1939, 6 Stück, Hersteller Škoda (später ČSD-Baureihe 399.0, siehe oben)

Polen
- PKP-Baureihe Pm36, Baujahr 1937 bis 1939, 2 Stück, Hersteller Fablok, ein Exemplar bis heute im regelmäßigen Planeinsatz[35]
- In Polen wurden zudem nach dem Ersten und Zweiten Weltkrieg ehemals deutsche Pacific-Lokomotiven eingesetzt, nach 1919 ein Exemplar der Württembergischen C als PKP-Baureihe Om101 und nach 1945 36 Stück der DR-Baureihe 03 als PKP-Baureihe Pm2 sowie 9 Stück der DR-Baureihe 03.10 als PKP-Baureihe Pm3.

Rumänien
- CFR-Baureihe 231, Baujahre 1913 bis 1922, 90 Stück, Hersteller Maffei (60 Stück 1913 bis 1922) und Henschel (30 Stück 1922/23)

Die Lokomotiven ähneln stark der ebenfalls von Maffei gebauten S 3/6, haben aber statt des Verbundtriebwerks nur einfache Dampfdehnung mit Antrieb auf die erste Achse. Sie waren bis 1975 im Einsatz und noch bis 1980 in Reserve. Zwei Exemplare sind erhalten.
Russland
- Russische Baureihe Л, Baujahre 1914 bis 1926, 66 Stück, Hersteller Putilow-Werke

Schweden, Dänemark
- SJ Baureihe F, Baujahr 1914 bis 1916, 11 Stück, Hersteller Nydquist & Holm. Die Verbundlokomotiven mit einem Treibraddurchmesser von 1880 mm erreichten eine Höchstgeschwindigkeit von 100 km/h. 1937 wurden sie an die Dänische Staatsbahn (DSB) verkauft und dort als Baureihe E eingesetzt. Die DSB ließen von 1942 bis 1950 weitere 25 Lokomotiven nachbauen.[37]
- DSB Baureihe PR, Baujahr 1907 bis 1910 als 2'B1' [Baureihe P (II) I und Baureihe P (II) II], Hersteller Hanomag und BMAG, zwischen 1943 und 1954 sieben Stück in 2’C1’ (Baureihe PR) umgebaut.[38]

Spanien, Portugal
- zusammen rund 40 Loks

Ungarn
- MÁV-Baureihe 301, Baujahr 1911, 22 Stück (darunter zwei Lokomotiven der Reihe 301.500 in Verbundausführung)

Österreich
- SB 629, Pacific-Tenderlokomotiven, Baujahre 1913 bis 1928, 85 Stück im Bestand der BBÖ, insgesamt 329 Lokomotiven für SB, kkStB, BBÖ, ČSD und PKP gebaut

## Pacific-Lokomotiven außerhalb Europas

### Vereinigte Staaten

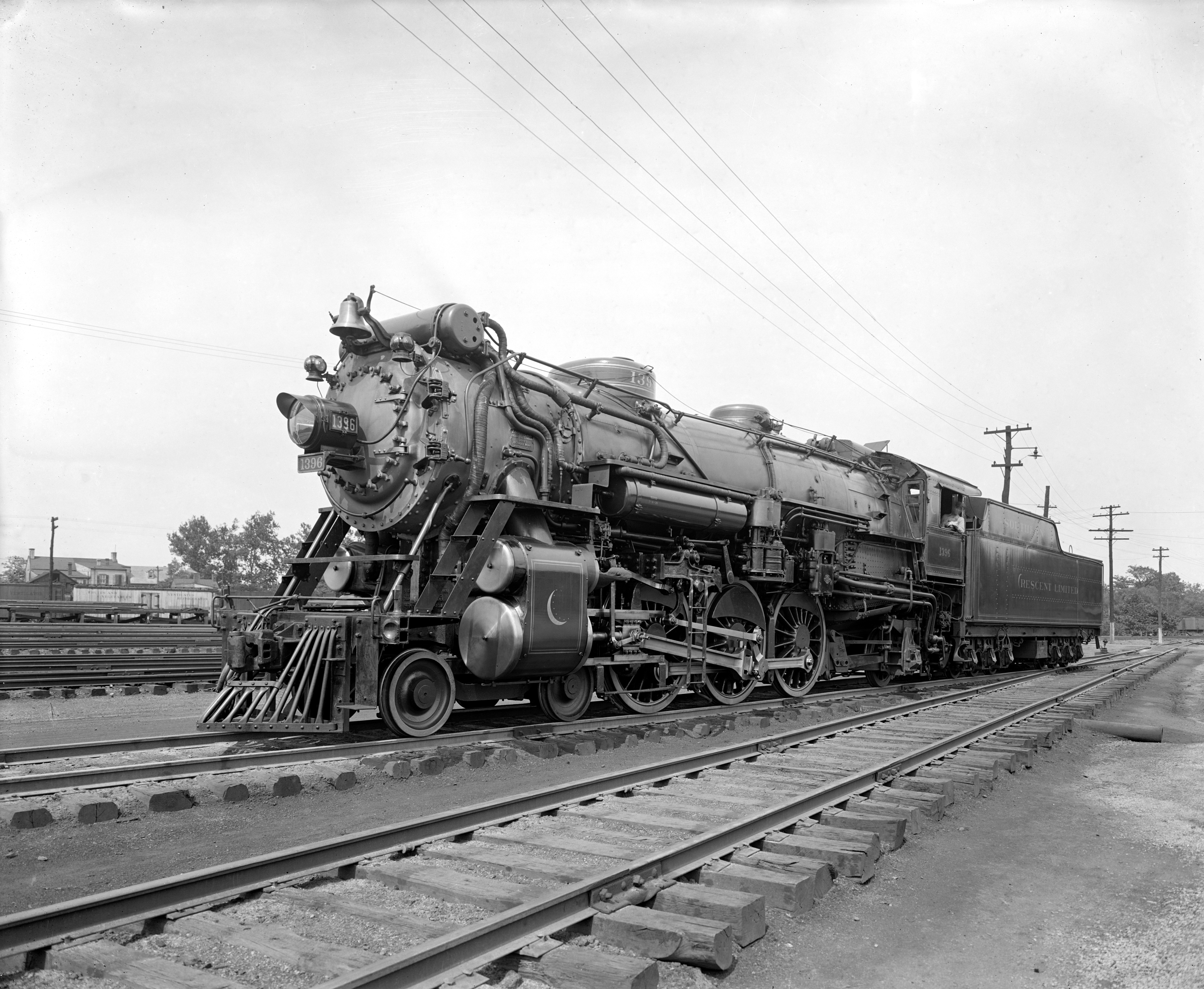
Die 1926 gebaute Ps-4 № 1396 der Southern Railway

In den USA wurden Pacific-Lokomotiven bei vielen Bahngesellschaften über Jahre im Schnellzug- und Personenzugdienst eingesetzt. Sie stellten bei den meisten Bahngesellschaften in der ersten Hälfte des 20. Jahrhunderts die Mehrzahl der Lokomotiven für den Schnellzugdienst. Zu den bekannten Baureihen gehören unter anderem:
- Missouri-Pacific Klasse P69, die namensgebende weltweit erste größere Serie von 21 Pacific-Lokomotiven, gebaut 1902 von Alco-Brooks.[40]
- SR-Klasse Ps-4, Standard-Pacific der Southern Railway, das letzte erhaltene Exemplar steht im National Museum of American History
- PRR-Klasse K4s, die Standard-Schnellzuglokomotive der Pennsylvania Railroad seit dem Ersten Weltkrieg bis zum Ende des Dampfbetriebs 1957, mit 425 Stück die meistbeschaffte Pacific-Baureihe in den USA.
- ATSF-Klasse 3400, die letzten, 1919 bis 1924 beschafften Pacifics der Atchison, Topeka and Santa Fe Railway.[41]

### Japan

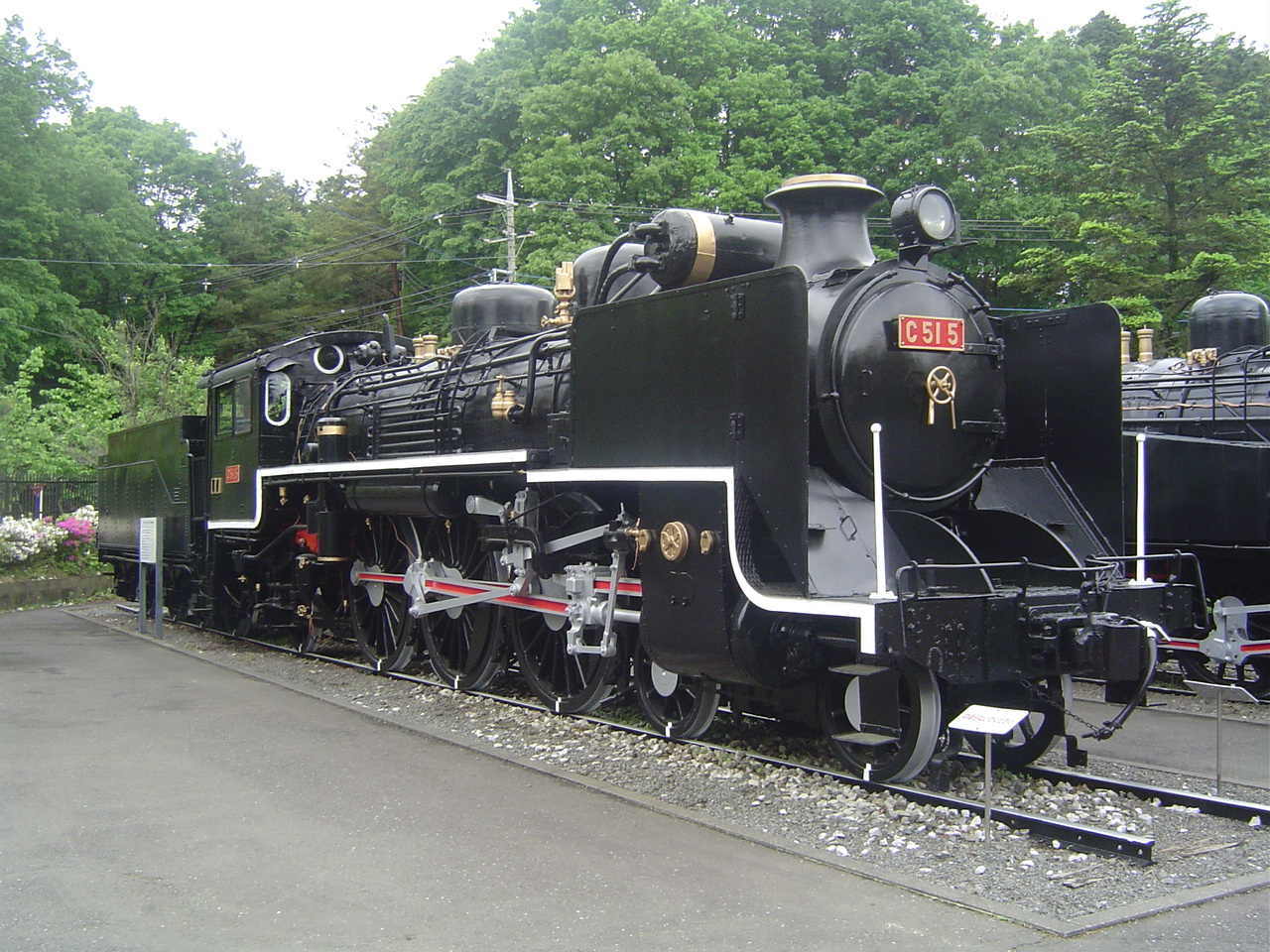
Erhaltene japanische Pacific-Lokomotive der Baureihe C51

- JNR-Baureihe 8900 (Baujahre ab 1912)
- JNR-Baureihe C51 (Baujahre ab 1919)
- JNR-Baureihe C52 (Baujahre ab 1925)
- JNR-Baureihe C53 (Baujahre ab 1928)
- JNR-Baureihe C54 (Baujahr 1931)
- JNR-Baureihe C55 (Baujahre ab 1935)
- JNR-Baureihe C57 (Baujahre ab 1937)
- JNR-Baureihe C59 (Baujahre ab 1941)

### Neuseeland

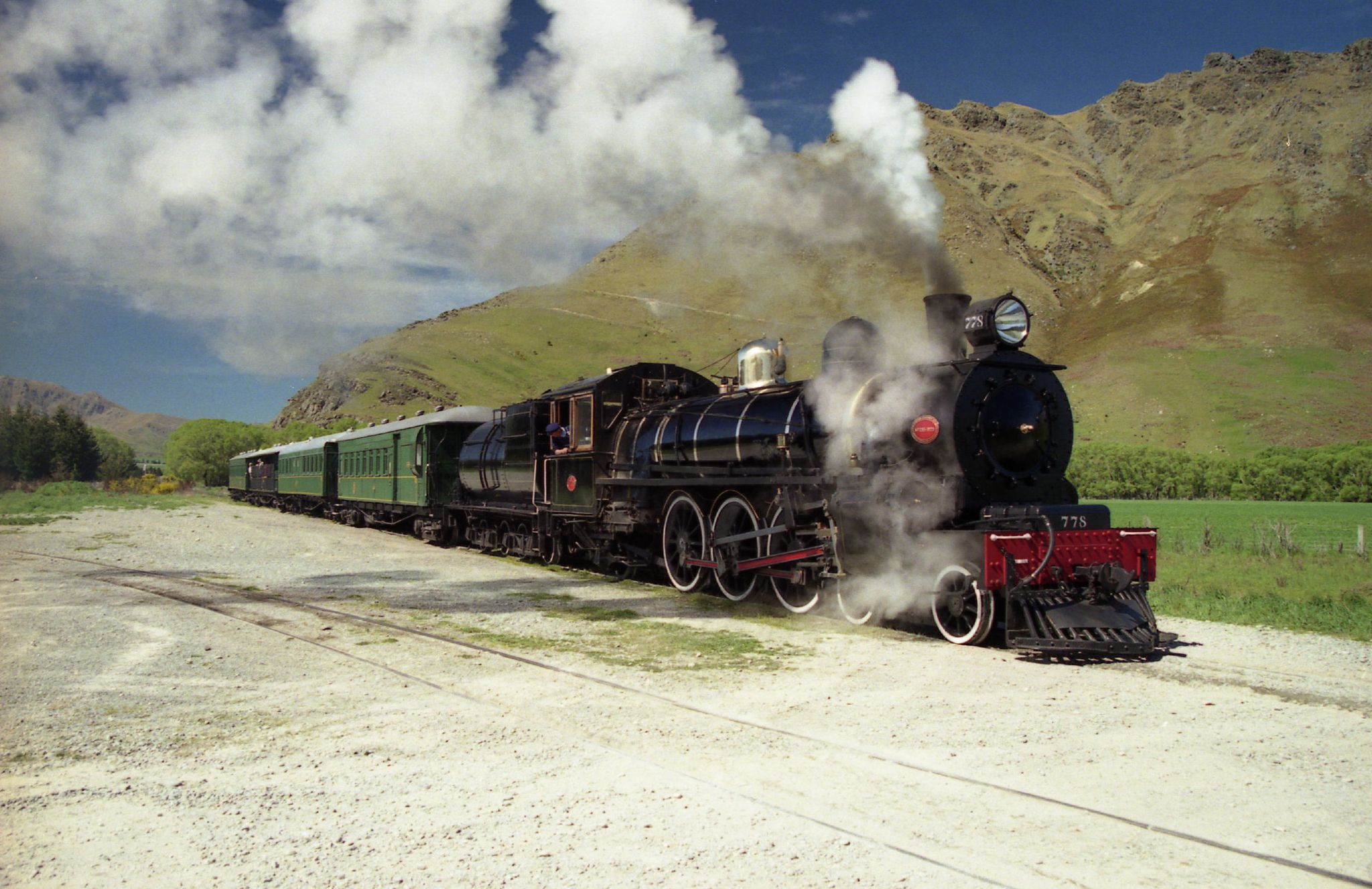
Erhaltene Neuseeländische Pacific-Lokomotive der Klasse A^{B}

- NZR-Klasse A (58 Stück, Baujahr 1906–1914) – In Neuseeland gebaute Weiterentwicklung der Q-Klasse, die mit Verbundtriebwerk versehen war
- NZR-Klasse AA (10 Stück, Baujahr 1915) – Von Baldwin gelieferte verbesserte Variante der Q-Klasse, ursprünglich als QB bezeichnet
- NZR-Klasse AB (141 Stück, Baujahr 1915–1927) – ähnlich zur A-Klasse aber mit Zweizylinder-Triebwerk, zahlenmäßig größte Baureihe der Neuseeländischen Bahn
- NZR-Klasse G (6 Stück, Umbau aus drei Garratt-Lokomotive mit derselben Bezeichnung), Dreizylinder-Triebwerk
- NZR-Klasse Q (13 Stück, Baujahr 1901) erste nicht durch Umbau entstandene Baureihe von Pacific-Lokomotiven. Weil die in den USA von Baldwin gebauten Lokomotiven über den Pazifik transportiert wurden, wird vermutet, dass sie der Bauartbezeichnung den Namen gab

### Indien
- Bengal Nagpur Railway (1676 mm):
  - BNR-Klasse M

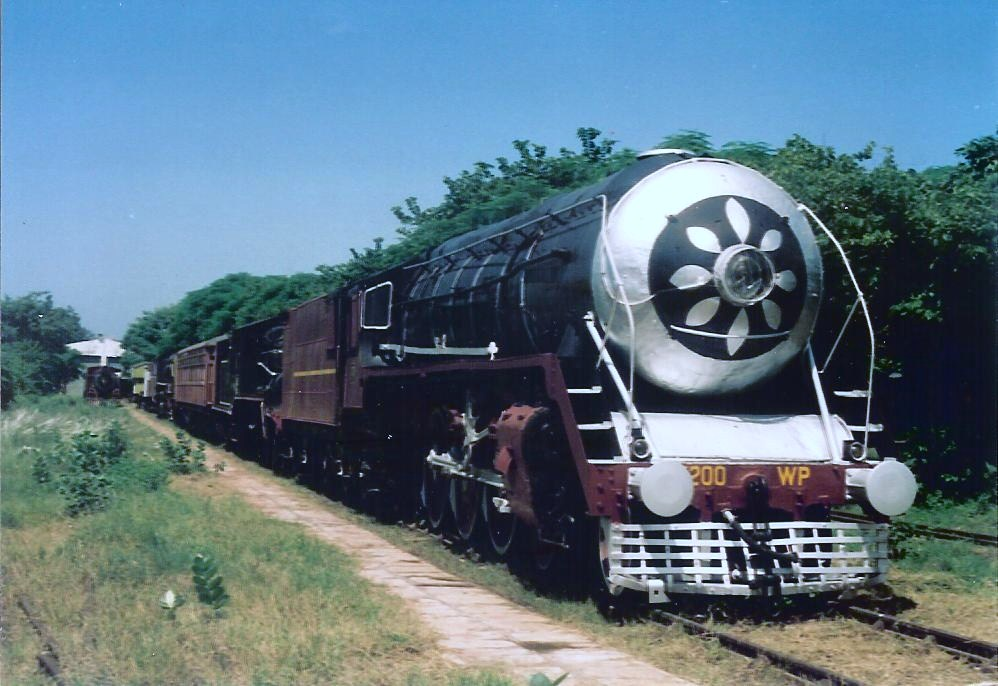
Indische Pacific-Lokomotive der Klasse WP

- Bombay, Baroda and Central India Railway (1676 mm):
  - BB&CI-Klasse P
  - BB&CI-Klasse M
- Standardklassen von Indian Railway Standards (IRS):
  - Indische Breitspur (1676 mm):
    - IR-Klasse XA für den Reisezugdienst auf Nebenstrecken (Baujahre ab 1929)
    - IR-Klasse XB, leichte Reisezuglokomotive (Baujahre ab 1927)
    - IR-Klasse XC, schwere Reisezuglokomotive (Baujahre ab 1928)
    - IR-Klasse XP, 2 Prototypen (Baujahr 1937)
    - IR-Klasse XS, Versuchslokomotiven (Baujahr 1930)

  - Meterspur (1000 mm):
    - IR-Klasse YB mit 10 Tonnen Achslast
    - IR-Klasse YC mit 12 Tonnen Achslast
    - IR-Klasse YP, Baujahre 1949 bis 1970, 871 Stück

  - Schmalspur (762 mm):
    - IR-Klasse ZD
- Standardklassen von Indian State Railways (ISR):
  - Indische Breitspur (1676 mm):
    - IR-Klasse WL (1939)
    - IR-Klasse WL (1955)
    - IR-Klasse WP, Baujahre 1949 bis 1967, 755 Stück

### Indonesien
- SS-Reihe C53 (Baujahr 1917 bis 1922)

### Südafrika

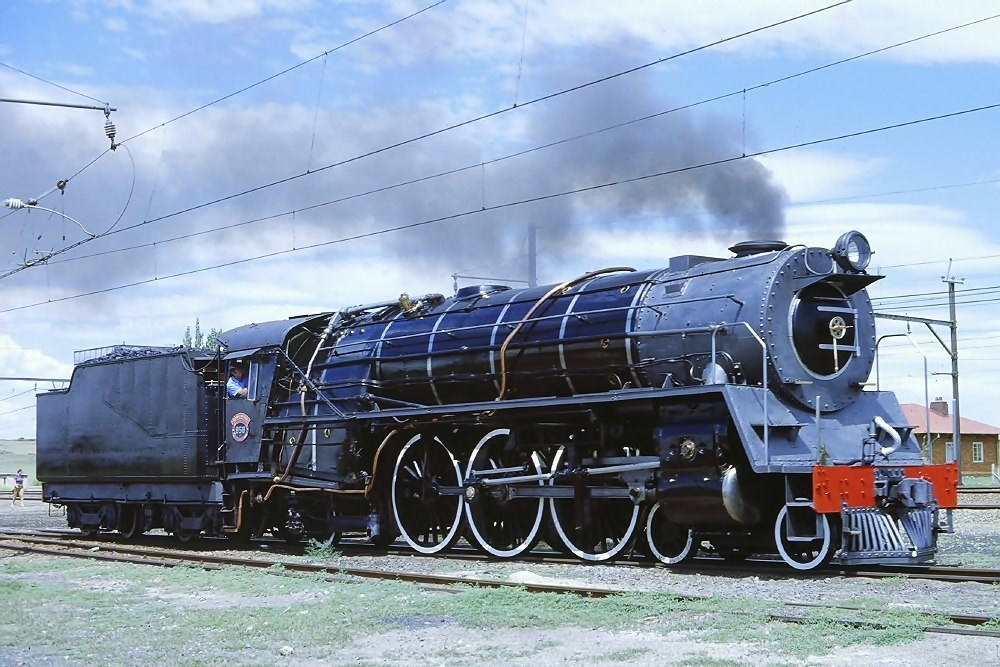
Südafrikanische Pacific-Lokomotive der Klasse 16E

- SAR-Klasse 16E (Baujahr 1935, schnellste Schmalspurpacific (156 km/h bei Versuchsfahrten))
- SAR-Klasse NG 10 (Baujahr 1916)